# Porfirio Díaz
José de la Cruz Porfirio Díaz Mory (15. rujna 1830. – 2. srpnja 1915.) bio je meksički političar, ratni junak i predsjednik koji je vladao kao diktator.
Rodio se u državi Oaxaca. Bio je mestik, miješane španjolske i domorodačke krvi. Otac mu je umro kada je imao tri godine, a majka mu je vodila gostionicu dok taj posao nije propao.
Pošao je u vojsku i prije 40. godine postao general zbog taktičkih zamisli i genijalnog ratovanja. Bio je odan predsjedniku Meksika, Benitu Juarezu. Pripadao je Liberalnoj stranci. Iako su mu nudili razne položaje i počasti da prijeđe na stranu cara Maksimilijana, uvijek je odbijao. Nakon Juarezove smrti, pokušao je postati predsjednik, ali je izgubio izbore.
Na vlast prvi put dolazi 1876., te je obnaša do 1880. kada prepušta mjesto mlađima, no razdoblje od 1880. do 1884. obilježila je korupcija i politička nesposobnost.  Ponovno dolazi na vlast 1884. godine i počinje vladati poput diktatora. Mijenja Ustav kako bi si omogućio dva mandata na dužnosti predsjednika, a kasnije ukida sva ograničenja za reizbor. Deseterostruko je povećao izgradnju željezničke mreže, uveo je telegraf, parni stroj, razvio industriju i privukao stani kapital. Bio je lukavi političar koji je nagovarao zemljoposjednike da prijeđu na kapitalizam.
Kada je rekao da je Meksiko spreman za demokraciju, pojavio se Francisco Madero, no Diaz je osporio rezultate izbora, a to je bila iskra koja je stvorila niz događaja poznat kao Meksička revolucija. Nakon silaska s vlasti 1911. otišao je u egzil, a umro je u Parizu četiri godine kasnije. Ženio se dva puta.